# باتريشيا كرونين
باتريشيا كرونين (ولدت عام 1963 في بيفرلي، ماساتشوستس)، فنانة نسوية متعددة التخصصات مقيمة في نيويورك. منذ أوائل التسعينيات، حظيت كرونين باهتمام دولي بصورها ولوحاتها ومنحوتاتها التي تتناول قضايا حقوق الإنسان المعاصرة. تنتقل الممارسة الفنية المفاهيمية لكرونين عبر العديد من المنصات الجمالية التي تتناول قضايا العدالة الاجتماعية المتعلقة بالنوع الاجتماعي والجنس والطبقة، بما في ذلك: ظهور المثليات وتاريخ الفن النسوي والمساواة في الزواج والحقوق الدولية للمرأة.
كرونين تصنع الصور والأشكال الفنية التقليدية في مجموعة واسعة من مواد الفنانين المشهورين بزمن ثنائي وثلاثي الأبعاد مع حياة جديدة في هذه الصور والأشكال من خلال محتواها السياسي المحدد. تمثالها الذي نال استحسان النقاد، ذكرى الزواج، هو النصب التذكاري الأول والوحيد للمساواة في الزواج في العالم. صنعت تمثال جنائزي من الرخام بحجم ثلاثة أطنان لشريكة حياتها ونفسها قبل أن يصبح زواج المثليين قانونيًا في الولايات المتحدة، وقد عُرض على نطاق واسع في جميع أنحاء البلاد وخارجها. بدأت كرونين حياتها المهنية بالعمل في مؤسسة في أمستردام والولايات المتحدة.

## الحياة والعمل
حصلت كرونين على بكالوريوس الفنون الجميلة من كلية رود آيلاند عام 1986 وحصلت على ماجستير في الفنون الجميلة من كلية بروكلين عام 1988 حيث درست مع لي بونتيكو وفيليب بيرلشتاين. درست كرونين أيضًا في المدرسة الصيفية للموسيقى والفنون بجامعة ييل، وبرنامج زمالة نورفولك في عام 1985 ومدرسة سكوهيغان للرسم والنحت في عام 1991.
أقامت كرونين معارض فردية في الأكاديمية الأمريكية في روما، ومتحف بروكلين. نظم معرضين مسحيين لعملها؛ باتريشيا كرونين، مجال المودة المثالية، 1993 إلى 2003، جامعة بافالو، نيويورك ثم في عامي، 2000-2009، متحف نيوكومب للفنون، جامعة تولين، نيو أورلينز، لوس أنجلوس.
عملت كرونين في المجموعات الدائمة للمعرض الوطني للفنون، ومجموعة كوركوران ومعرض سميثسونيان الوطني للصور، وكلاهما في واشنطن العاصمة، ودويتشه بنك، ونيويورك، ومتحف بيريز للفنون، ميامي، فلوريدا، معرض الفن الحديث ومعرض ومتحف فنون كيلفينغروف، وكلاهما في غلاسكو، اسكتلندا.
حصلت كرونين على العديد من الجوائز والمنح، بما في ذلك زمالة جائزة روما في الفنون المرئية من الأكاديمية الأمريكية، ومنحة مؤسسة لويس كومفورت تيفاني، ومنحتان من مؤسسة بولوك-كراسنر، وجائزة مؤسسة أنونيموس، وسيفيتيلا زمالة مؤسسة رانييري. عملت كرونين كوصية في مجالس إدارة الأكاديمية الأمريكية في روما ومؤسسة سيفيتيلا رانييري.
ألقت كرونين محاضرات مكثفة في العديد من المتاحف الأمريكية والدولية، بما في ذلك: متحف فيكتوريا وألبرت في لندن، المملكة المتحدة؛ معرض ومتحف فنون كلفنغروف، غلاسكو، متحف الفن الحديث، نيويورك، متحف بروكلين، كريستيز، نيويورك، معرض سميثسونيان الوطني للصور، واشنطن العاصمة، متحف الفنون الجميلة، بوسطن، بينالي البندقية، إيطاليا. في عام 1994، نظمت محاضرة بعنوان موضوعات المثليات في مركز الرسم، نيويورك.
قامت بالتدريس في العديد من كليات الفنون وفي برامج الدراسات العليا للفنون في كل من جامعة كولومبيا وجامعة ييل.

### لوحات العقارات الفاخرة (2000-2001)
استمرارًا لاهتمامها بكيفية تكريس المعنى الثقافي ونشره، وجّهت كرونين انتباهها إلى سوق العقارات. تصور سلسلة أعمالها منازل وعقارات فخمة وشاسعة ومكلفة تحمل عنوان كل عقار وموقعه. هذه الأعمال الصغيرة الحجم، التي لا يزيد حجمها عن تسعة في خمسة عشر بوصة، تذكر قوائم العقارات التي تناقض بشكل مثير للسخرية التوسع الفعلي للمنازل التي تعلن عنها. استخدمت كرونين القوائم كمصدر لها، وهو اختيار واعي يثير تساؤلات حول الطبقة وعلاقتها بأسواق الفنون الجميلة، التي تسيطر عليها وتنظمها بيوت المزادات. عُرضت الأعمال في معرض الاستطلاع الفردي لكرونين (مجال المودة المثالية: 1993-2003) في الجامعة في بافالو آرت غاليري في عام 2004 وفي معرض النظر في أمريكا في معرض الفنون بجامعة ييل، نيو هافن، كونكتيكت، في عام 2002.

### ذكرى زواج (2002)
لمعالجة النقص في تمثيل النساء في المعالم العامة والزواج من نفس الجنس كونه غير قانوني، أنشأت كرونين نصب تذكاري للزواج، أول نصب تذكاري للمساواة في الزواج في العالم. عام 2001، منحت منظمة الفنون ومقرها مدينة كانساس سيتي كرونين، وهو تمثال جنائزي من رخام كارارا يبلغ وزنه ثلاثة أطنان لكرونين وشريكتها الفنانة ديبورا كاس. صورة المرأتان، راقدتان في أحضان متشابكة على السرير. كما كتبت كبيرة أمناء معهد الفن المعاصر في بوسطن السابقة، هيلين مولسوورث، فإن العمل: الاتجار في الحب والموت، وفي العلاقات الحميمة بين هذين القطبين الهيكلين للوجود البشري. باستخدام الشكل الوطني، النحت الأمريكي الكلاسيكي الجديد، لمعالجة الفشل الفيدرالي (حظر زواج المثليين)، يوازن النصب التذكاري للزواج بين الشعر المرئي والاحتجاج السياسي. على الرغم من أن المساواة في الزواج أصبحت قانونية الآن، إلا أنها لا تزال قضية سياسية واجتماعية مثيرة للجدل للغاية في الولايات المتحدة.
جرى الانتهاء منه في عام 2002 عندما كان زواج المثليين غير قانوني في الولايات المتحدة، وكانت الحماية القانونية الوحيدة المتاحة للأزواج المثليين والمثليات تتعلق بالموت: الوصايا ووكلاء الرعاية الصحية. ابتكرت كرونين التمثال الجنائزي الرخامي للعاشقَين، قبل عقد من الزمن قبل أن تلغي المحكمة العليا قانون الدفاع عن الزواج في عام 2012. وصف مؤرخ الفن روبرت روزنبلوم العمل بأنه قفزة خيالية للغاية في الحياة الشخصية للفنان وثورية للغاية، إذ أن النصب التذكاري من حيث التاريخ الاجتماعي يتطلب دراسة كاملة الحجم.
تواجد النصب التذكاري في أكثر من 40 معرضًا في الولايات المتحدة وخارجها، بما في ذلك متحف بروكلين، ومتحف بالمر للفنون، ومركز الفنون المعاصرة في سينسيناتي، ومؤسسة فلاغ للفنون، ومعرض الفن الحديث، غلاسكو، اسكتلندا والأكاديمية الأمريكية في روما، إيطاليا. إنه موجود في العديد من المجموعات الدائمة بالمتحف، بما في ذلك معرض الصور الوطني سميثسونيان، في واشنطن العاصمة، ومتحف بيريز للفنون في ميامي وفلوريدا، حيث يجري عرضه بشكل دائم.
يصادف 3 نوفمبر 2022 الذكرى العشرين لإزاحة الستار عن التمثال.

### هارييت هوسمر: المفقودات (2009)
فازت كرونين بجائزة روما عن عملها حول هارييت هوسمر، المغتربة الأمريكية التي انتقلت إلى روما عام 1852 وأصبحت فيما بعد أول نحاتة محترفة. تولت كرونين أدوار المؤرخة والفنانة والقيم حيث قامت بنفسها بتجميع البحوث التاريخية الفنية عن هوسمر، ورسمت الكتاب بألوانها المائية الخاصة وكتبت أوصافًا لكل عمل.
كما كتبت ماورا رايلي، المنسقة المؤسسة لمركز إليزابيث إيه ساكلر للفن النسوي في متحف بروكلين، فإن دور كرونين المعقد كفنانة يثير أسئلة مثل اختيار فنانة كانت مشهورة في أيامها لكنها غير معروفة نسبيًا. مع مشروع هوسمر، تسلط الضوء بدلًا من ذلك على قواعد الاستثناءات والإدراج في تاريخ الفن، وبالتالي اكتشاف ممارساتها التمييزية وأسسها الجنسية التي تجعلها مقبولة لبعض الفنانين.
يجمع الكتالوغ بين الصور المرسومة يدويًا والأبحاث التاريخية الفنية لإنشاء وثيقة تكشف عن تعقيدات مسيرة هوسمر المهنية وسمعتها وإرثها. انتقلت هوسمر إلى روما عام 1852 وعاشت وسط مجتمع من الكتاب والكتاب البريطانيين والأمريكيين ودائرة من النساء المستقلات المثقفات والمثاليات. كانت لهوسمر مهنة مهمة، وأشاد بها النقاد، وفازت بمسابقات تنافسية، وحصلت على مبالغ طائلة لمنحوتاتها. في هذا الكتالوغ الفريد، تجمع كرونين إطارًا مفاهيميًا لفحص تاريخ الفن والنساء عند تقاطع عالم الأحلام مع الواقع.